# Ramschied
Ramschied is een plaats in de Duitse gemeente Bad Schwalbach, deelstaat Hessen, en telt 600 inwoners (2007).